# Регинар III
Регинар III (на немски: Reginar III. Langhals, † между 971 и 997) от фамилията Регинариди, е граф на Хенегау от 931/932 до 957 г.

## Биография
Той е син на граф Регинар II († 931).
Регинар III и брат му Рудолф († сл. 966) са нападнати през 944 г. от западнофранкския dux Хуго Велики. Целта на двамата братя е да получат Херцогство Лотарингия, което техният чичо Гизелберт е загубил през 939 г. Затова те се бунтуват против новия херцог Конрад I, зет на император Ото I Велики. Регинар се бунтува през 953 г. и против следващия херцог Бруно (архиепископ на Кьолн). През 955 г. той нахлува в Лиеж, изгонва епископ Ратер и поставя своя роднина Балдерих за епископ.
През 956 г. Регинар напада Брюксел, който чичо му херцог Гизелберт дал преди на съпругата си Герберга Саксонска, която се омъжва за френския крал Луи IV. Така той става враг на сина на бившата си леля, Лотар, който се съюзява с архиепископ-херцог Бруно. Те нападат през 957 г. Хенегау и затварят фамилията на Регинар. През 958 г. Регинар и фамилията му са изгонени в Бохемия и фамилната му собственост е конфискувана. Хенегау е разделен на две части, на Маркграфство Валансиен и Графство Монс, където са поставени доверени на Бруно от Кьолн.
Регинар III умира в изгнание, синовете му се връщат по-късно в Лотарингия със западнофранкска помощ и се бият успешно за наследството си.

## Фамилия
Регинар е женен за Адела, от фамилията на графовете на Дагсбург и има двама сина:
- Регинар IV († 1013), по-късно граф на Монс
- Ламберт Брадатия († 1015), по-късно граф на Льовен (994 – 1015)